# Okres Ostrów Mazowiecka
Okres Ostrów Mazowiecka (polsky Powiat ostrowski) je okres v polském Mazovském vojvodství. Rozlohu má 1218,06 km² a v roce 2020 zde žilo 71 790 obyvatel. Sídlem správy okresu je město Ostrów Mazowiecka.

## Gminy
Městská:
- Ostrów Mazowiecka

Městsko-vesnická:
- Brok

Vesnické:
- Andrzejewo
- Boguty-Pianki
- Małkinia Górna
- Nur
- Ostrów Mazowiecka
- Stary Lubotyń
- Szulborze Wielkie
- Wąsewo
- Zaręby Kościelne

## Města
- Brok
- Ostrów Mazowiecka

## Demografie
Počet obyvatel (informace z 30. června 2005):
|         | Celkem | Celkem | Ženy   | Ženy  | Muži   | Muži  |
|         | Osob   | %      | Osob   | %     | Osob   | %     |
| ------- | ------ | ------ | ------ | ----- | ------ | ----- |
| Celkem  | 75 288 | 100    | 37 986 | 50,45 | 37 302 | 49,55 |
| Město   | 24 341 | 100    | 12 648 | 16,80 | 11 693 | 15,53 |
| Vesnice | 50 947 | 100    | 25 338 | 33,65 | 25 609 | 34,01 |